# Simon von Tišnov
Simon von Tišnov (auch Simon von Tischnow; tschechisch Šimon z Tišnova; * vermutlich in Tišnov ca. 1370; † nach 1428) war ein Anhänger der Hussiten. Als Magister der Karlsuniversität bekleidete er 1411 das Amt des Rektors.

## Leben
Simon von Tišnov studierte an der Prager Karlsuniversität, wo er 1395 den akademischen Grad eines Baccalaureus und 1399 den Magistergrad erwarb. Zehn Jahre später wurde er zum Dekan und 1411 zum Rektor gewählt.
Er war ein Anhänger der Lehre von John Wyclif, dessen Traktat er 1410 verteidigte sowie der Lehren Jan Hus und Matěj z Knína.